# شحوب
الشُحوب هو لون شاحب من الجلد يمكن أن يحدث بسبب المرض، الصدمة العاطفية، الإجهاد، استخدام المنشطات، أو فقر الدم، وهو نتيجة لانخفاض كمية الهيموجلوبين وقد يكون مرئيا أيضا كشحوب في الملتحمة للعيون عند الفحص البدني.
الشحوب أكثر وضوحا على الوجه وكف اليدين. يمكن أن يتطور فجأة أو تدريجيا، اعتمادا على السبب. عادة ما يكون ذا أهمية سريرية ما لم يكن مصحوب بشحوب عام (شفاه باهتة، لسان، كف، فم، ومناطق أخرى ذات أغشية مخاطية). يتميز عن المظاهر الأخرى المماثلة مثل نقص التصبغ (نقص أو فقدان صبغة الجلد) أو ببساطة بشرة عادلة.

## أسبابه
- مشاكل في الدورة الدموية
- نوبة صداع نصفي أو صداع
- الاستجابة العاطفية، بسبب الخوف، الإحراج، والحزن
- فقر الدم، بسبب فقدان الدم، سوء التغذية، أو الأمراض الكامنة مثل فقر الدم المنجلي[1]
- فقدان الشهية العصابي
- سوء التغذية
- نقص الحديد أو فيتامين بي12[3]
- انخفاض ضغط الدم
- هبوط سكر الدم
- صدمة، حالة طبية طارئة ناجمة عن مرض أو إصابة
- قصور الدرقية
- الحمى
- هشاشة العظام
- عدم النوم لفترات طويلة
- دوار الحركة
- البثع (نقص فيتامين سي)
- قضمة الصقيع
- التسمم بالرصاص
- نقص حجم الدم
- السرطان
- سل
- مرض الألبينو

## العلاج
ليس هناك علاج خاص للشحوب بغير ما تدّعيه الكثير من صفحات الإنترنت والكثير من المجلات غير الجدية من وجود علاجات موضعية أو علاجات جلدية. المشكلة في الشحوب تكمن في السبب المؤدي للشحوب، وهو متعلق بالصبغة الوراثية.